# Provinca Baoruco
Baoruco, tudi Bahoruco (španska izgovarjava: [baoˈɾuko]),  je provinca Dominikanske republike. Provinca je uradno postala leta 1952, do tedaj pa je bila del tedanje province Indepedencia. 
Turistični zanimivosti okrožja sta gorovje Sierra de Neiba in Jezero Enriquillo.

## Občine in občinski okraji
Provinca je bila 20. junija 2006 razdeljena na naslednje občine in občinske okraje (D.M.-je):
| - Galván - Los Ríos - Las Clavellinas (D.M.) - Neiba - El Palmar (D.M.) - Tamayo - Cabeza de Toro (D.M.) - Montserrat (D.M.) - Santana (D.M.) - Uvilla (D.M.) - Villa Jaragua |

Spodnja tabela prikazuje števila prebivalstev občin in občinskih okrajev iz popisa prebivalstva leta 2012. Mestno prebivalstvo vključuje prebivalce sedežev občin/občinskih okrajev, podeželsko prebivalstvo pa prebivalce okrožij (Secciones) in sosesk (Parajes) zunaj okrožij.
| Občina           | Skupno prebivalstvo | Mestno prebivalstvo | Podeželsko prebivalstvo |
| ---------------- | ------------------- | ------------------- | ----------------------- |
| Galván           | 15,869              | 7,583               | 8,286                   |
| Los Ríos         | 9,963               | 4,113               | 5,850                   |
| Neiba            | 53,605              | 40,014              | 13,591                  |
| Tamayo           | 25,988              | 10,099              | 15,889                  |
| Villa Jaragua    | 13,562              | 10,558              | 3,004                   |
| Provinca Baoruco | 118,987             | 64,813              | 54,174                  |

Za celoten seznam občin in občinskih okrajev države, glej Seznam občin Dominikanske republike.  